# جولي هيرشفيلد ديفيس
جولي هيرشفيلد ديفيس (بالإنجليزية: Julie Hirschfeld Davis)‏ هي صحفية أمريكية، ولدت في 17 أبريل 1975 في نيوجيرسي في الولايات المتحدة.